# Comuna Rudivka, Svatove
Rudivka (în ucraineană Рудівка) este o comună în raionul Svatove, regiunea Luhansk, Ucraina, formată din satele Andriivka și Rudivka (reședința).

## Demografie
Componența lingvistică a comunei Rudivka
     Ucraineană (94,67%)
     Rusă (4,78%)
     Alte limbi (0,54%)
Conform recensământului din 2001, majoritatea populației comunei Rudivka era vorbitoare de ucraineană (94,67%), existând în minoritate și vorbitori de rusă (4,78%).